# Julie Covington
Julie Covington (* 11. September 1947 in London) ist eine britische Sängerin und Schauspielerin.

## Biografie
Covington besuchte die weiterführende Schule in Kilburn, London. Danach studierte sie am Homerton College in Cambridge für das Lehramt. Sie schloss sich einem örtlichen Studententheater, den Footlights, an und trat 1967 und 1968 beim Edinburgh Festival Fringe auf, 1968 in einer Aufführung der Brecht/Weill-Oper Aufstieg und Fall der Stadt Mahagonny. Hierfür wurde sie als beste Schauspielerin des Fringe '68 ausgezeichnet. 1967 hatte sie zudem einen Auftritt in der Fernsehshow von David Frost. Durch beides wurden Musikproduzenten auf sie aufmerksam, und sie erhielt ihren ersten Schallplattenvertrag.
Im Jahr 1971 erschien Covingtons erste kommerziell vermarktete Langspielplatte. Ein Jahr später gab sie in London ihr Debüt als professionelle Bühnenschauspielerin und feierte 1976 ihren internationalen Durchbruch mit der Hauptrolle in der Fernsehserie Rock Follies zusammen mit Rula Lenska und Charlotte Cornwell. Die Musik zu der Serie stammte von Roxy-Music-Mitglied Andy Mackay.
Daraufhin wurde sie von Andrew Lloyd Webber und Tim Rice eingeladen, bei der originalen Studioaufnahme ihres Musicals Evita die Titelrolle zu singen. Mit der Singleauskopplung Don’t Cry for Me Argentina landete Covington einen internationalen Nummer-eins-Hit. An der Bühnenfassung des Musicals wollte sie nicht mitwirken, da ihr die Rolle aus politischen Gründen nicht zusagte.
Unter dem Bandnamen Rock Follies hatten Covington, Lenska und Cornwell zusammen mit Sue Jones-Davies kurz darauf einen weiteren Top-10-Hit in Großbritannien. Ende 1977 hatte Covington einen weiteren Charterfolg dank Only Women Bleed, einer Coverversion des Songs von Alice Cooper.
Nach der Veröffentlichung einer zweiten Langspielplatte im Jahr 1978 und einigen Gastauftritten auf Platten anderer Künstler (z. B. Jeff Wayne’s Musical Version of the War of the Worlds) kehrte Covington zum Schauspiel zurück. 
Im Jahr 1982 übernahm sie die Hauptrolle in einem britischen Spielfilm über den Nordirlandkonflikt, Im Schatten der Erinnerung (Originaltitel: Ascendancy, Regie: Edward Bennett), der auf der Berlinale 1983 einen Goldenen Bären gewann. Danach trat sie noch in Hauptrollen in zwei britischen Fernsehfilmen, The Healer (1994) und Samuel Johnson: The Dictionary Man (2006), in Erscheinung.

## Diskografie

### Alben
- 1971: The Beautiful Changes
- 1976: Rock Follies
- 1977: Rock Follies of 77
- 1978: Julie Covington

### Singles
- 1970: The Magic Wasn’t There
- 1970: Tonight Your Love Is Over
- 1972: Day by Day (aus dem Musical Godspell)
- 1976: Don’t Cry for Me Argentina
- 1977: O.K.? (& Rula Lenska, Charlotte Cornwell, Sue Jones-Davies)
- 1977: Only Women Bleed
- 1978: (I Want to See The) Bright Lights
- 1982: Housewives’ Choice (In Party Mood) (mit The West End Celebrity Orchestra)